# Nazionale femminile di calcio della Turchia
La nazionale femminile di calcio della Turchia è la rappresentativa calcistica femminile internazionale della Turchia, gestita dalla locale federazione calcistica (TFF).
In base alla classifica emessa dalla FIFA il 6 marzo 2025, la nazionale femminile occupa il 58º posto del FIFA/Coca-Cola Women's World Ranking.
Come membro dell'UEFA partecipa a vari tornei di calcio internazionali, come al campionato mondiale FIFA, al campionato europeo UEFA, ai Giochi olimpici estivi, all'UEFA Women's Nations League e ai tornei ad invito.

## Storia

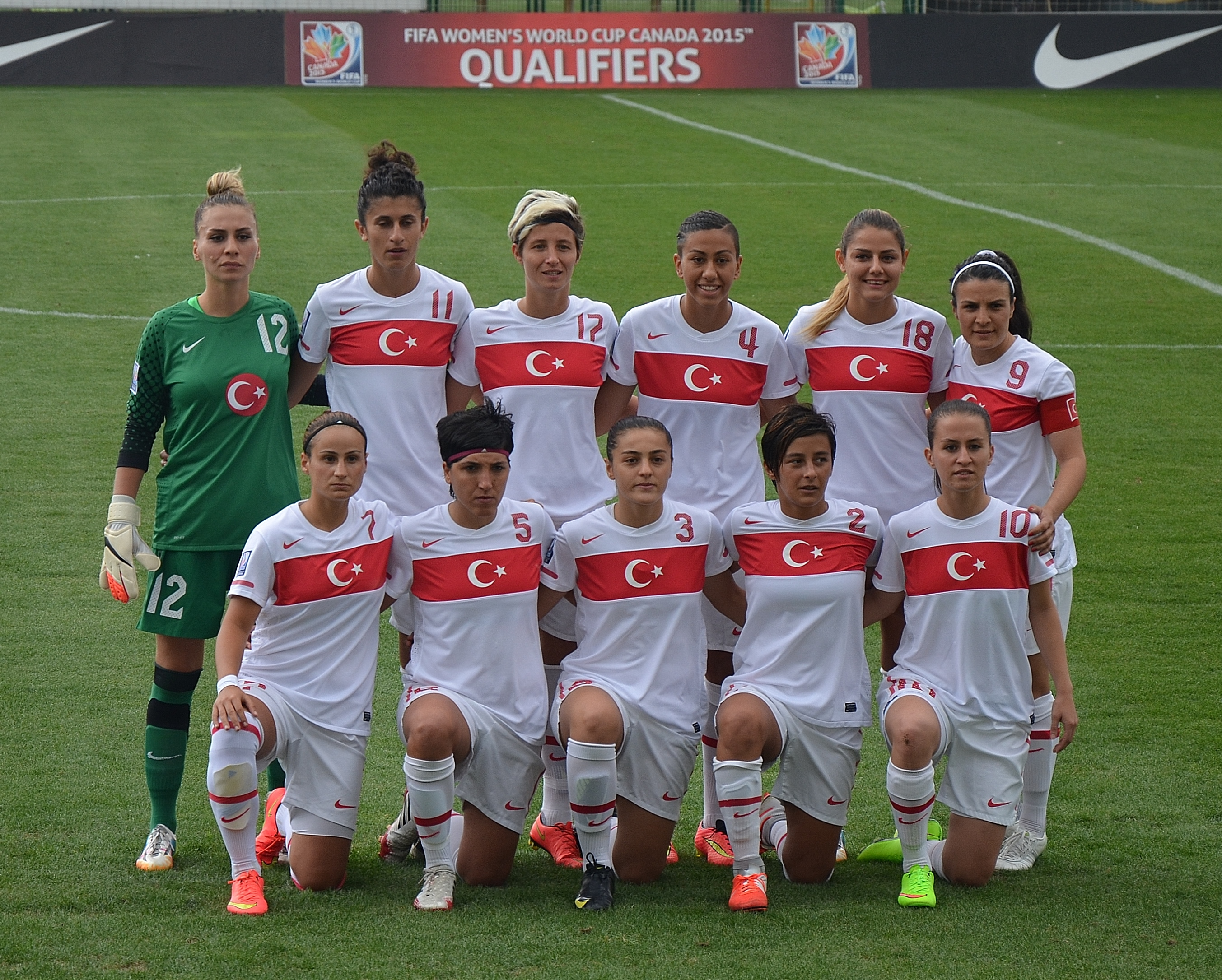
Formazione della Turchia per la partita contro la Bielorussia il 17 settembre 2014.

Sebbene delle squadre di club femminili erano state fondate in Turchia nella prima metà degli anni 1970, la federazione calcistica turca organizzò il primo campionato nazionale per squadre femminili solamente nel 1993 ed istituì una nazionale femminile nel 1995. La prima partita ufficiale fu un'amichevole e venne disputata ad Istanbul l'8 settembre 1995 contro la Romania, che vinse 8-0. Un mese dopo esordì nelle qualificazioni al campionato europeo 1997: inserita nel gruppo 8 della classe B, perse tutte e sei le partite, segnando una sola rete nella sconfitta casalinga contro l'Ungheria. Vinse la sua prima partita il 25 settembre 1997 in trasferta contro la Georgia, partita valida per le qualificazioni al campionato mondiale 1999; la partita venne poi annullata per il ritiro della Georgia, ma la Turchia vinse un'altra partita, sempre in trasferta, contro la Bulgaria due mesi dopo. Nel 1999 giunse la peggiore sconfitta della nazionale turca, superata 1-12 in casa dalla Germania.

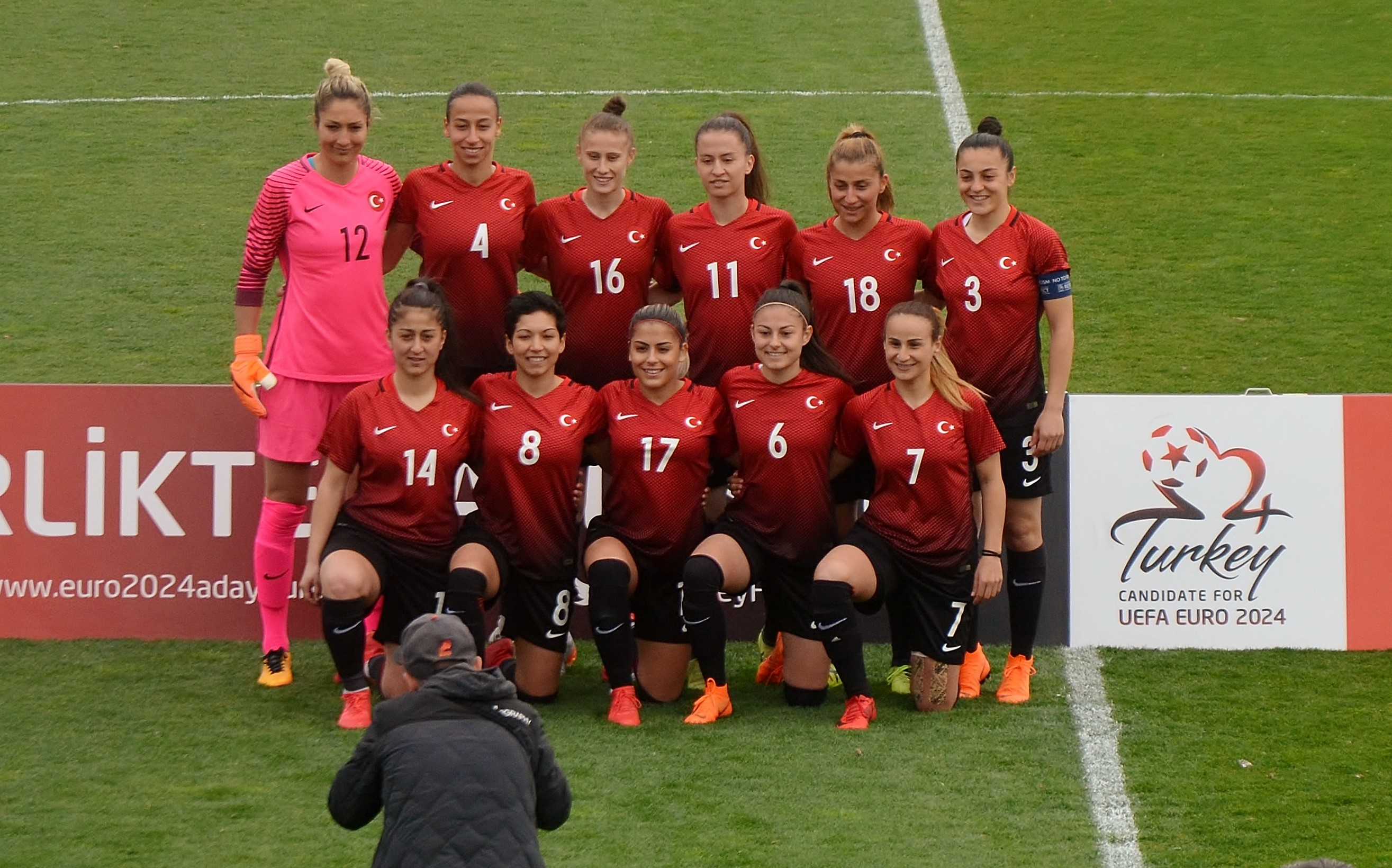
Formazione della Turchia per la partita contro l'Estonia il 7 aprile 2018.

La Turchia rimase nella classe B delle qualificazioni all'europeo nel ciclo successivo, saltando, però, le qualificazioni all'europeo 2005. Quando la classe B venne abolita, ossia in occasione delle qualificazioni all'europeo 2009, la squadra venne ammessa al turno preliminare, durante il quale ottenne la sua vittoria più larga, superando la Georgia 9-0. Passò direttamente al turno principale nel ciclo successivo. Analogamente, nelle qualificazioni al campionato mondiale la nazionale turca venne inserita nella classe B che non dava accesso alla fase finale del mondiale, per le qualificazioni al mondiale 2003, mentre saltò quelle per il 2007. Dalle qualificazioni al mondiale 2011 la doppia classe venne abolita e la nazionale turca partecipò al turno principale. Nelle sue successive partecipazioni la squadra non è riuscita a qualificarsi alle fasi finali né alle fasi play-off del campionato mondiale e del campionato europeo.
Nell'edizione inaugurale dell'UEFA Women's Nations League venne inserita nella Lega C, e, concludendo al primo posto il gruppo 2, ottenne la promozione in Lega B. Le qualificazioni al campionato europeo 2025 vennero disputate con un nuovo formato, simile a quello della Nations League e la Turchia venne inserita nella Lega B. Concluse il proprio girone al secondo posto, accedendo agli spareggi per l'accesso alla fase finale. Venne sorteggiata contro l'Ucraina; dopo aver pareggiato la gara d'andata in casa, perse la gara di ritorno, mancando l'accesso al secondo turno, ma mantenendo la posizione nella Lega B nell'UEFA Women's Nations League 2025.

## Partecipazioni ai tornei internazionali
Legenda: Grassetto: Risultato migliore, Corsivo: Mancate partecipazioni